# 百合病毒属
百合病毒属（学名：Lilyvirus）为有尾噬菌体目的一属病毒。未指定科。它們的宿主是类芽孢杆菌属的細菌，所以百合病毒属會被歸類為噬菌体。

## 下属分类
- Paenibacillus virus Lily